# テクノアソシエ
株式会社テクノアソシエ（英: Techno Associe Co., Ltd.）は、大阪府大阪市西区に本社を置く金属・化成品部材を扱う商社である。住友電気工業の連結子会社。ネジ販売の取扱高 国内首位。

## 主力製品
- 電機電子機器用 部材
- 情報通信機器用 部材
- 自動車/輸送機器用 部材
- 住宅建材
- 鋲螺類
- 化成品
- 非鉄金属類

## 主要事業所
- 本社 - 大阪市西区土佐堀3丁目3番17号
- 事務所 - 東京（横浜市港北区）
- 事業所 - 大阪（住之江区）、九州（苅田町）
- 営業所 - 仙台、新潟（三条市）、北陸（高岡市）、金沢（白山市）、大宮、沼津、掛川（袋井市）、刈谷（安城市）、小牧、四日市、彦根、岡山（倉敷市）、草津、広島、四国（宇多津町）、福岡（博多区）
- 営業事務所 - 山口
- 物流倉庫 - 豊橋
- 海外現地法人 - シンガポール、アメリカ（CA、TN、OH）、メキシコ、中国（上海、大連、広州）、香港、台湾、タイ、インドネシア、マレーシア、ベトナム、チェコ、ドイツ

## 沿革
- 1804年 - 創業。
- 1937年 - 株式会社住友電線製造所（現・住友電気工業）及び住友金属工業株式会社の資本参加を得て阪根金属商工株式会社に改組。
- 1946年 - 阪根産業株式会社設立。
- 1967年 - 本社を大阪市浪速区桜川2丁目7番16号に移転。
- 1977年 - シンガポールスクリュー・プライベートリミテッド（トーブツ・シンガポール・（メタルズ・アンド・ファスナーズ）・プライベートリミテッド）を設立。
- 1979年 - アメリカにサカネアンドカンパニーリミテッド（ユー・エス・エー）（トーブツ・アメリカ・コーポレーション）を設立。
- 1980年 - 商号を東洋物産株式会社に変更。
- 1982年 - トーブツ興産株式会社を設立。
- 1988年11月16日 - 大阪証券取引所2部上場。
- 1989年 - マレーシアにトーブツ・マレーシア・SDN.BHD.を設立。
- 1993年 - 輸入促進開発室・台北駐在員事務所（1995年10月に台北支店）を新設。
- 1994年
  - 6月 - トーブツ・マレーシア・SDN.BHD.は事業基盤を強化すべく、日東精工マレーシア・SDN.BHD.と事業を一体化させ、社名を、「マレーシアン・プレシジョン・マニュファクチュアリング・SDN.BHD.」（略称MPM）に改める。香港駐在員事務所を新設。（10月に「香港支店」に昇格）
- 1997年4月 - 香港支店を改めトーブツ・ホンコン・カンパニー・リミテッド（東物亜洲（香港）有限公司）を設立。
- 1998年2月 - 安高金属工業株式会社に出資。
- 1999年7月26日 - 東京証券取引所2部上場。
- 2000年
  - 11月 - 英国駐在員事務所（2001年2月英国支店）を開設。
  - 12月 - タイにトーブツ・（タイランド）・カンパニー・リミテッドを設立。
- 2001年8月 - 台北支店を改め、トーブツ・タイワン・カンパニー・リミテッド（台湾亜洲東洋物産（股）有限公司）を設立。
- 2002年
  - 4月 - トーブツ興産株式会社を、トーブツ興産株式会社及びトーブツテクノ株式会社に分割。
  - 9月 - トーブツ・エンジニアリング・カンパニー・リミテッド（東物電子有限公司）、およびエフ・アンド・ティー・テクノ・カンパニー・リミテッド（昆山東訊機電有限公司）を設立。
- 2003年8月 - トーブツ・トレーディング（ダイレン・エフ・ティー・ゼット）・カンパニー・リミテッド（東物貿易（大連保税区）有限公司）を設立。
- 2004年11月 - 広州にトーブツ・（コーシュウ）・カンパニー・リミテッド：東物貿易（広州）有限公司を設立。
- 2005年 - チェコにトーブツ・チェコ・エス・アール・オーを設立
- 2006年8月1日 - 商号を株式会社テクノアソシエに変更。
- 2009年 - 本社を大阪市西区土佐堀3丁目3番17号（旧・日本興亜損保土佐堀ビル）に移転。
- 2010年 - トーブツ興産株式会社及びトーブツテクノ株式会社を合併し、トーブツテクノ株式会社とする。
- 2014年
  - ピー・ティー・テクノアソシエ・インドネシアを設立。
  - テクノアソシエ・メキシコにシラオ事業所を開設
- 2017年 - テクノアソシエ・ベトナムを設立。
- 2019年 - 筆頭株主であった住友電気工業が株式公開買付けを行い、50.91%の株式を取得。住友電気工業の子会社となる[1]。
- 2023年
  - 3月 - 親会社の住友電気工業が株式公開買付けを行い、96.20%の株式を取得[2]。
  - 4月 - 東京証券取引所スタンダード市場上場廃止。
  - 5月 - 株式売渡請求により住友電気工業の完全子会社となる[3]。

## 関係会社

### 海外
- T.A. AMERlCA CORPORATION
- TECHNO ASSOCIE DE MEXICO, S.A. DE C.V.
- TECHNO ASSOCIE CZECH s.r.o.
- TECHNO ASSOCIE TAIWAN CO., LTD.（台湾科友貿易(股)有限公司）
- TECHNO ASSOCIE HONG KONG CO., LTD.（科友(香港)有限公司）
- TECHNO ASSOCIE (GUANGZHOU) CO., LTD.(科友貿易(広州)有限公司)
- F&T KUNSHAN TECHNO CO., LTD.(昆山東訊機電有限公司)
- TECHNO ASSOCIE SHANGHAI CO., LTD.(科友貿易(上海)有限公司)
- NETTFORM TECHNOLOGY (SHANGHAI) CO., LTD.(日星金属制品(上海)有限公司)
- ACCURATE METAL MACHINING CO., LTD(嘉善科友盛科技有限公司)
- TECHNO ASSOCIE (DALIAN F.T.Z.) CO., LTD.(科友貿易(大連保税区)有限公司)
- TECHNO ASSOCIE SINGAPORE PTE.LTD.
- TECHNO ASSOCIE (THAILAND) CO., LTD.
- TA AUTOMOTIVE PARTS (THAILAND) CO., LTD.
- MALAYSIAN PREClSION MANUFACTURING SDN. BHD.
- PT. TECHNO ASSOCIE INDONESIA
- TECHNO ASSOCIE VIETNAM CO., LTD.
- TECHNO ASSOCIE EUROPE GmbH

### 国内
- トーブツテクノ
- シリコーンテクノ
- ツカサ産業

## 社名の由来
- TECHNO（技術）とASSOCIE（パートナー/仲間）から、「技術のプロフェッショナルとして最適なものを提案でき、信頼されるパートナー」を指す。
- ASSOCIE（アソシエ）：Assiciateとは「結びつける」「連携する」の意で、ラテン語の「as」（～へ）と「socius」（仲間）を語源とする。その造語。